# Szent Iván éjszakája
Szent Iván éjszakájának, más néven nyárközép éjszakájának a június 23-áról 24-ére virradó éjszakát nevezik Magyarországon. A történészek szerint az egyik legjobban fennmaradt pogány ünnep, de ma Keresztelő János egyházi napjához és Szent Iván (tehát Keresztelő János) névnapjához kötődik. Szent Iván éjszakáját a nyári napfordulótól 3 nap választja el, mivel az június 21-re esik az északi féltekén. Korábban a csillagászati nyár kezdete valóban június 24-re esett, de a tropikus időszámítási mód sajátossága és a korábbi naptárreformok következtében szétvált a két ünnep. A napfordulóhoz világszerte világi és egyházi ünnepek kapcsolódnak, mivel ekkor van az év legrövidebb éjszakája és az emberek számára a fény és a sötétség váltakozása mágikus eredettel bírt. A sötétség az elmúlást, a fény pedig a megújulást jelentette, ezért ezen a napon az emberek nagy tüzeket raktak, hogy elűzzék a sötétséget; ekkor kezdődik a csillagászati nyár is.

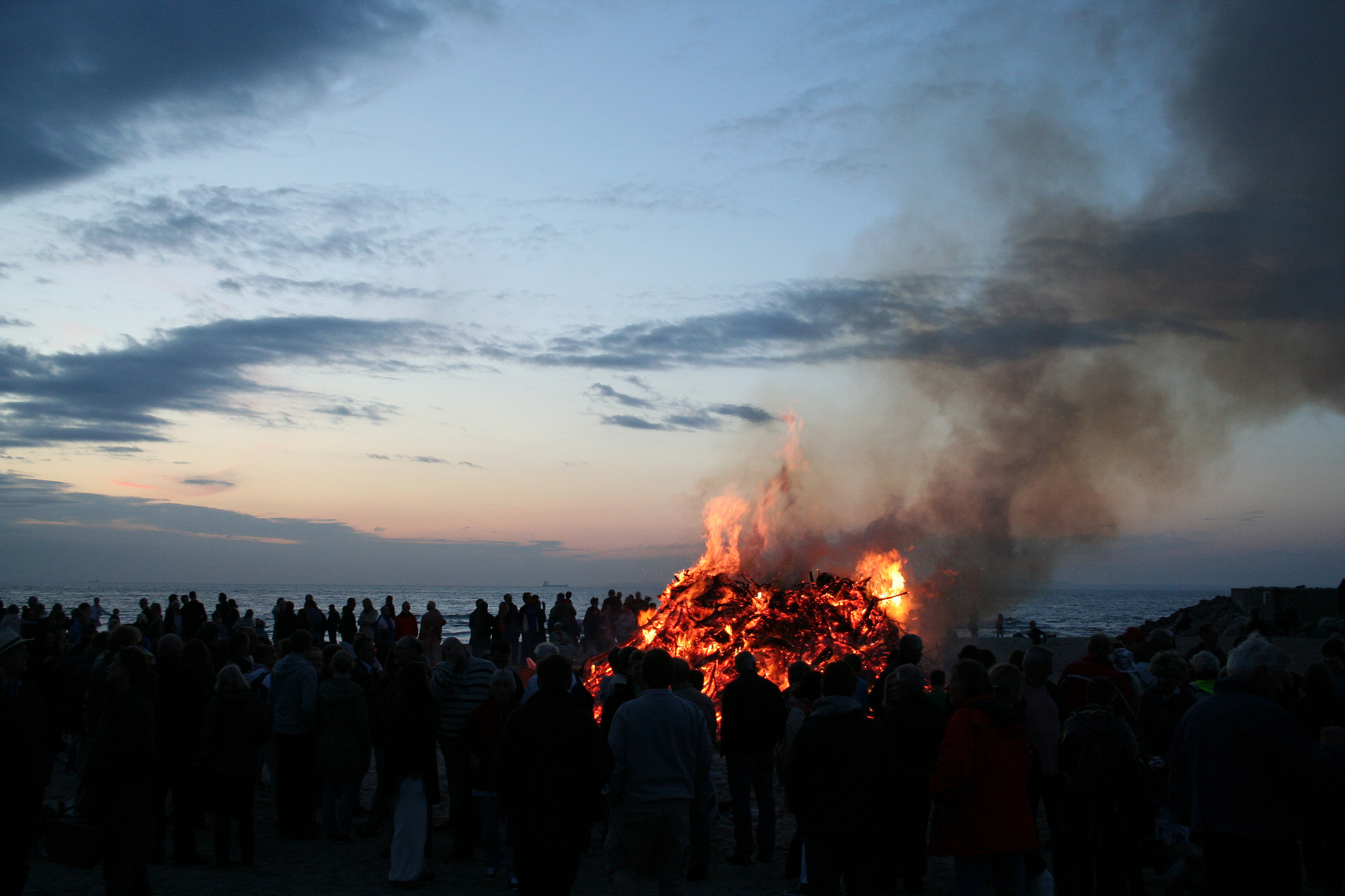
Szt. Iván-napi máglya Dániában

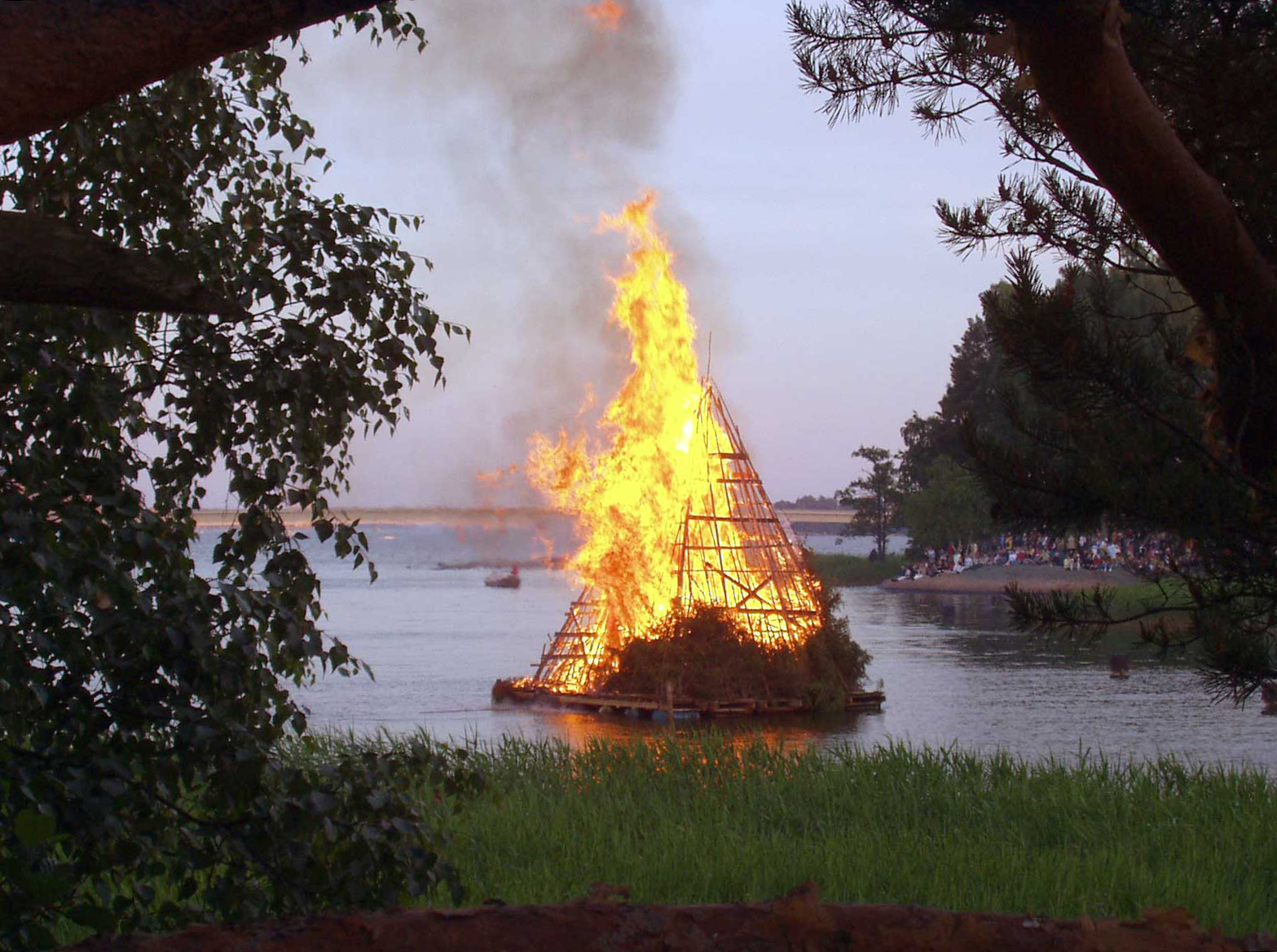
Finnországban vízen úszó máglyákat készítenek

## Eredete
Az 5. századtól említik a Szent Iván éjszaka együttes megünneplését Keresztelő János ünnepével, az egyház pedig erre a napra helyezte a szent születésének időpontját, mint a fény és a világosság győzedelmét a sötétség és a halál felett. Melchior Inchoffer 18. századi egyházi szerző szerint a magyarok már a 11. században (1026 körül) tűzgyújtással ünnepelték az Iván nap előestéjét.

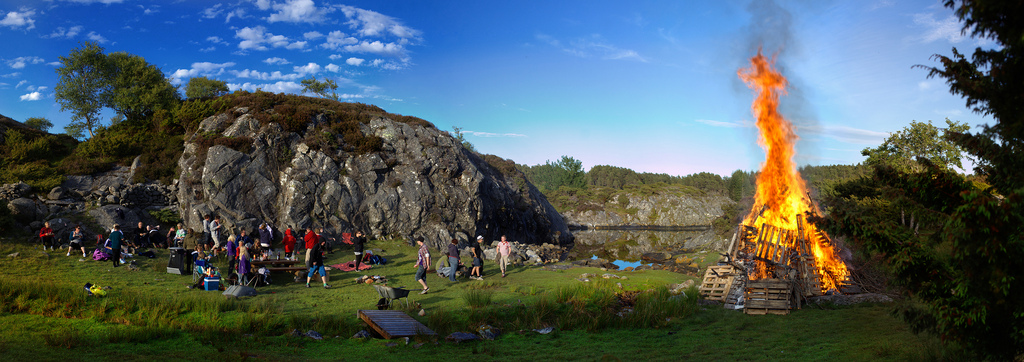
A "Midsummer" megünneplése Norvégiában

## Elnevezése
Ezt a napot nyárközépnek is nevezik, országonként más-más nevet adtak neki attól függően, hogy a nyárközéphez vagy Szent János napjához kötötték. Június hónapot Magyarországon Szent Iván havának is hívják, az Iván név pedig a régi magyar Jovános, Ivános alakból származik.

## Népszokások
Már a kereszténység előtti különböző népi vallásokban nagy jelentősége volt ennek az ünnepnek, a nyárközépi tűzgyújtás a megtisztulást az újjászületést jelképezte. Ehhez a naphoz, a tűzhöz kapcsolódó népszokások voltak például, hogy éjjel hatalmas örömtüzeket gyújtottak, amelyeket körbetáncoltak, égő faágakkal megkerülték a szántóföldeket a jövendő bő termés reményében vagy lángoló kereket gurítottak alá a dombokon.
Bod Péter a „Históriára utat mutató magyar lecsicon”-ban részletesen leír három ilyen népszokást, amelyet ezen a napon szokás cselekedni.
Az északi országokban általában ez különösen népszerű ünnep, ekkoriban vannak a fehér éjszakák.

## Művek
A Szent Iván éjszakához kapcsolódó leghíresebb alkotás a Szentivánéji álom című vígjáték, amelyet 1595-ben William Shakespeare írt. A művet 1863-ban Arany János fordította magyarra.